# Dasybasis excelsior
Dasybasis excelsior är en tvåvingeart som beskrevs av David Fairchild 1956. Dasybasis excelsior ingår i släktet Dasybasis och familjen bromsar.
Artens utbredningsområde är Ecuador. Inga underarter finns listade i Catalogue of Life.